# 양재홍 (1878년)
양재홍(梁在鴻, 1878년 음력 1월 7일 ~ ?)은 대한제국과 일제강점기 초기의 관료이며, 조선총독부 중추원 참의를 지냈다.

## 생애
함경북도 길주군 출신으로 함경북도 지내는 등 대한제국 관리로 근무했다. 한일 병합 조약 체결 직전인 1910년 5월에 함경북도 무산군 군수로 임명되었다.
무산군수 재직 중 한일 병합으로 조선총독부 체제가 출범하면서 계속 군수로 재직하였다. 1912년 한국병합기념장을 수여받는 등 5년 동안 근속하다가 퇴관했다. 이때 종7위에 서위되어 있었다.
퇴직 후에는 군참사, 길주금융조합 조합장, 함경북도 도평의회원, 도농회 부회장 등을 역임하여 함경북도 지역 유지로 활동했다. 1930년대에는 중추원 참의로 발탁되어 재직했고, 1935년에 총독부가 시정 25주년을 기념하여 표창자를 선정했을 때 여기에 포함되었다. 1941년에 조선임전보국단이 출범할 때 발기인으로 참여했다.
2002년 발표된 친일파 708인 명단의 중추원 부문, 2008년 공개된 민족문제연구소의 친일인명사전 수록예정자 명단의 중추원과 관료 부문에 포함되었으며 2009년 친일반민족행위진상규명위원회가 발표한 친일반민족행위 705인 명단에도 포함되었다.

## 같이 보기
- 조선총독부 중추원
- 조선임전보국단

## 참고자료
- 양재홍(梁在鴻) - 국사편찬위원회
- 양재홍(梁在鴻) - 국사편찬위원회